# Мелница
Вижте пояснителната страница за други значения на Мелница.
Мелницата е вид механизъм, устройство, което разрушава твърдите материали на по-малки части или парчета чрез смилане, раздробяване, разтрошаване или рязане. Подобно действие е важна операция в много процеси. Има много различни видове мелници и много видове материали, обработвани в тях. Смилането на твърдите материали става чрез механични сили, които разрушават конструкцията, като преодоляват вътрешните сили на свързване. След смилането състоянието на твърдото вещество се променя по размер и форма.

## История
В миналото мелниците са използвани най-широко за смилане на зърно и производство на брашно. Предшественици на мелницата са хаванът и пестикът, а също така каменната ръчна зърномелачка. Традиционно първо те са задвижвани с човешка и/или животинска тяга, а по-късно със силата на вятъра (вятърна мелница) или водата (воденица). Днес за задвижването на мелниците се използват други източници на енергия, най-често електромотори, като най-често срещаните мелници в бита са кафемелачката и блендера.